# Alfredo Palacio
(Alfredo Palacio, Discorso di insediamento alla presidenza della Repubblica, 20 aprile 2005)
Luis Alfredo Palacio González (Guayaquil, 22 gennaio 1939 – Guayaquil, 22 maggio 2025) è stato un politico ecuadoriano.
Fu presidente della Repubblica dell'Ecuador dal 20 aprile 2005 al 15 gennaio 2007, succedendo a Lucio Gutiérrez, di cui fu il vicepresidente dal 2003.

## Biografia
Figlio dello scultore Alfredo Palacio, studiò medicina all'università di Guayaquil e si specializzò in cardiologia negli Stati Uniti presso la Case Western Reserve University di Cleveland e la Washington University School of Medicine di St. Louis. Tornato in patria, intraprese con successo la carriera di cardiologo.
Nel 1994 fu nominato ministro tecnico della salute da Sixto Durán Ballén, mantenendo l'incarico fino al 1996.
Pur non essendo iscritto a nessun partito politico, in occasione delle elezioni presidenziali del 2002 fu scelto come vicepresidente da Lucio Gutiérrez. La scelta fu motivata dalla necessità di trovare un equilibrio politico ed etnico all'interno della coalizione costituita dal Partito Società Patriottica "21 gennaio" di Gutiérrez, di orientamento nazionalista di sinistra, e il Movimento di Unità Patriottica Plurinazionale "Pachakutik Nuovo Paese", espressione delle etnie indigene, anch'esso di orientamento progressista. Nel corso della campagna elettorale, Palacio promise un sistema di assicurazione universale alla salute, esteso a tutti i cittadini. Contribuì inoltre al radicamento della candidatura di Gutiérrez tra i ceti moderati della città di Guayaquil, la più popolosa del Paese.

### La vicepresidenza della Repubblica e lo scontro con Gutiérrez
Con l'insediamento di Lucio Gutiérrez del 15 gennaio 2003, Palacio ottenne le deleghe per l'area sociale, la scienza e la tecnologia, la protezione civile e la pianificazione e poté indicare il ministro della salute. Di fatto, però, gli fu lasciata mano libera solo in relazione alle politiche scientifiche e tecnologiche. Anche il progetto di riforma sanitaria che propose in campagna elettorale venne rallentato, poiché il presidente della Repubblica non ne autorizzò il finanziamento con parte degli introiti governativi rivenienti dalle concessioni per l'estrazione petrolifera e destinati al pagamento del debito estero.
Nel 2003, quando Gutiérrez fu coinvolto in un'inchiesta sulla corruzione, Palacio si astenne dallo schierarsi in sua difesa. La rottura dell'alleanza ebbe luogo però ad ottobre dell'anno successivo, quando il presidente della Repubblica fu accusato di prendere indebitamente parte alla campagna elettorale per le amministrative. Palacio non risparmiò pubbliche critiche al capo dell'esecutivo, suggerendo anzi alla magistratura di verificare se il partito di Gutiérrez si servisse di fondi pubblici per la campagna elettorale. Poche settimane dopo Palacio prese le distanze da Gutiérrez che, in procinto di essere giudicato dalla Corte Costituzionale, indusse la maggioranza parlamentare a sostituirne diversi membri con giudici non ostili. Per questi comportamenti, Palacio fu accusato di complottare per la destituzione del presidente.
Il 4 dicembre 2004 anche i membri della Corte Suprema di Giustizia vennero esautorati per decisione del Congresso, avendo i sostenitori di Gutiérrez stretto un'alleanza con i parlamentari vicini a due ex presidenti in esilio, Abdalá Bucaram e Gustavo Noboa. Pure in tale occasione, Palacio stigmatizzò la decisione, ritenendola parte di un progetto di rottura costituzionale e concentrazione dei poteri nelle mani di Gutiérrez.
Con la revoca da parte della nuova Corte Suprema di Giustizia dell'esilio comminato agli ex presidenti Bucaram e Noboa e all'ex vicepresidente Alberto Dahik, Palacio diede il proprio appoggio alle vibranti proteste di piazza organizzate dall'opposizione e imputò a Gutiérrez la responsabilità delle decisioni prese da quella corte irregolare. A partire dal 13 aprile 2005 la capitale Quito fu interessata da una protesta ad oltranza, con scioperi e cortei, che però venne platealmente ignorata da Gutiérrez nelle sue dichiarazioni ufficiali. L'atteggiamento del presidente - che definì i manifestanti "un gruppo di facinorosi" - finì per inasprire ulteriormente gli animi e la protesta coinvolse anche quei cittadini inizialmente tenutisi distanti. Il 15 aprile venne proclamato lo stato di emergenza nella capitale, ma le manifestazioni si estesero ad altre città del Paese.
Il 20 aprile, mentre l'esercito ritirò l'appoggio a Gutiérrez "per preservare la sicurezza della nazione", il Congresso Nazionale si autoconvocò in una riunione d'emergenza in una sede diversa da quella abituale: in una concitata riunione sfiduciò il presidente del Congresso, vicino a Gutiérrez, decretò il tradimento del presidente della Repubblica verso il proprio mandato trasformandosi in un dittatore e, ai sensi dell'articolo 167 della Costituzione, lo sostituì con Palacio, che prestò giuramento nelle mani di uno dei vicepresidenti del Congresso.

### La presidenza della Repubblica
Nel discorso di insediamento, Palacio annunciò il ritorno all'agenda politica di sinistra precedentemente abbandonata da Gutiérrez e promise che la spesa sociale sarebbe stata prioritaria rispetto al pagamento dei debiti con l'estero. Annunciò inoltre la ripresa delle riforme istituzionali promesse dai suoi predecessori e finalizzate ad eliminare l'ingerenza politica nell'amministrazione della giustizia. Terminata la cerimonia di insediamento e la conferenza stampa, Palacio si mostrò alla folla assiepata all'esterno dell'edificio dove si riunì il Parlamento, ma rifiutò di concedere lo scioglimento del Congresso chiesto a gran voce dai manifestanti, in quanto a suo avviso esso sarebbe stato un "atto dittatoriale". Per alcune ore, a Palacio e ai membri del Congresso fu impedito di uscire dall'edificio.
Costituì un governo con molti ministri di area progressista, ma sostanzialmente estranei all'attività politica di primo piano; si trattò infatti principalmente di tecnici e funzionari, ma non mancarono anche politici molto giovani e quindi poco compromessi con gli esecutivi precedenti.
Una delle prime iniziative come presidente della Repubblica fu il progetto di convocazione di un'assemblea costituente per modificare la Costituzione dell'Ecuador del 1998.
Si fece inoltre promotore di un sistema di assicurazione universale per il diritto alla salute.
Riformò la gestione delle risorse petrolifere, decretando che la partecipazione statale non sarebbe stata ridotta e intervenendo (su suggerimento dei ministri dell'Economia Rafael Correa e Diego Borja) sul fondo per la gestione degli introiti derivanti dalle concessioni. In politica estera, portò avanti la stesura di un trattato di libero commercio con gli Stati Uniti, ma rifiutò di estendere all'Ecuador il Piano Colombia, promosso dagli Stati Uniti per combattere il traffico di droga.
Palacio rimase presidente della Repubblica fino al termine del mandato, il 15 gennaio 2007, senza candidarsi per la rielezione. Nel 2006 fu candidato ufficialmente alla direzione dell'Organizzazione Mondiale della Sanità, ma preferì ritirare la sua candidatura per occuparsi degli affari interni dell'Ecuador.